# バリー・マクギガン
バリー・マクギガン（Barry McGuigan, MBE、1960年2月28日 - ）は、イギリスのプロボクサー。アイルランド・モナハン県クロニース出身。元WBA世界フェザー級王者。
父はアイルランドの歌手であったパット・マクギガン。

## 来歴
1980年、アイルランド代表としてモスクワオリンピックのボクシング・フェザー級に出場した。
1981年5月10日、アイルランドでプロデビュー。
1983年4月12日、15戦目でイギリスフェザー級王座を獲得した。
1983年11月16日、19戦目のEBUヨーロッパフェザー級王座決定戦でバレリオ・ナチと対戦し、6回KO勝ちで王座を獲得した。
1985年6月8日、28戦目で世界王座初挑戦。WBA世界フェザー級王者エウセビオ・ペドロサに挑戦し、15回判定勝ち。同王座を19度防衛した王者から世界王座を奪取した。
1986年6月23日、3度目の防衛戦でスティーブ・クルスと対戦し、15回判定負けで王座から陥落した。この試合はリングマガジン ファイト・オブ・ザ・イヤー（年間最高試合賞）に選出された。
1989年5月31日の試合を最後に引退した。

## 獲得タイトル
- WBA世界フェザー級王座（防衛2）